# Dampffestival

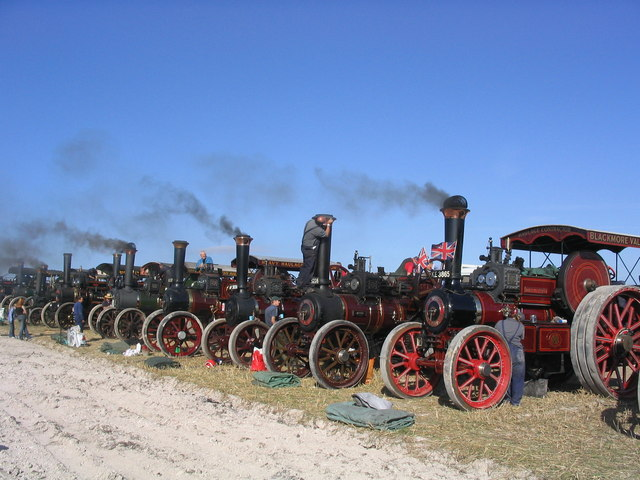
Aufstellung von Dampftraktoren auf der Great Dorset Steam Fair, dem größten Dampffestival der Welt

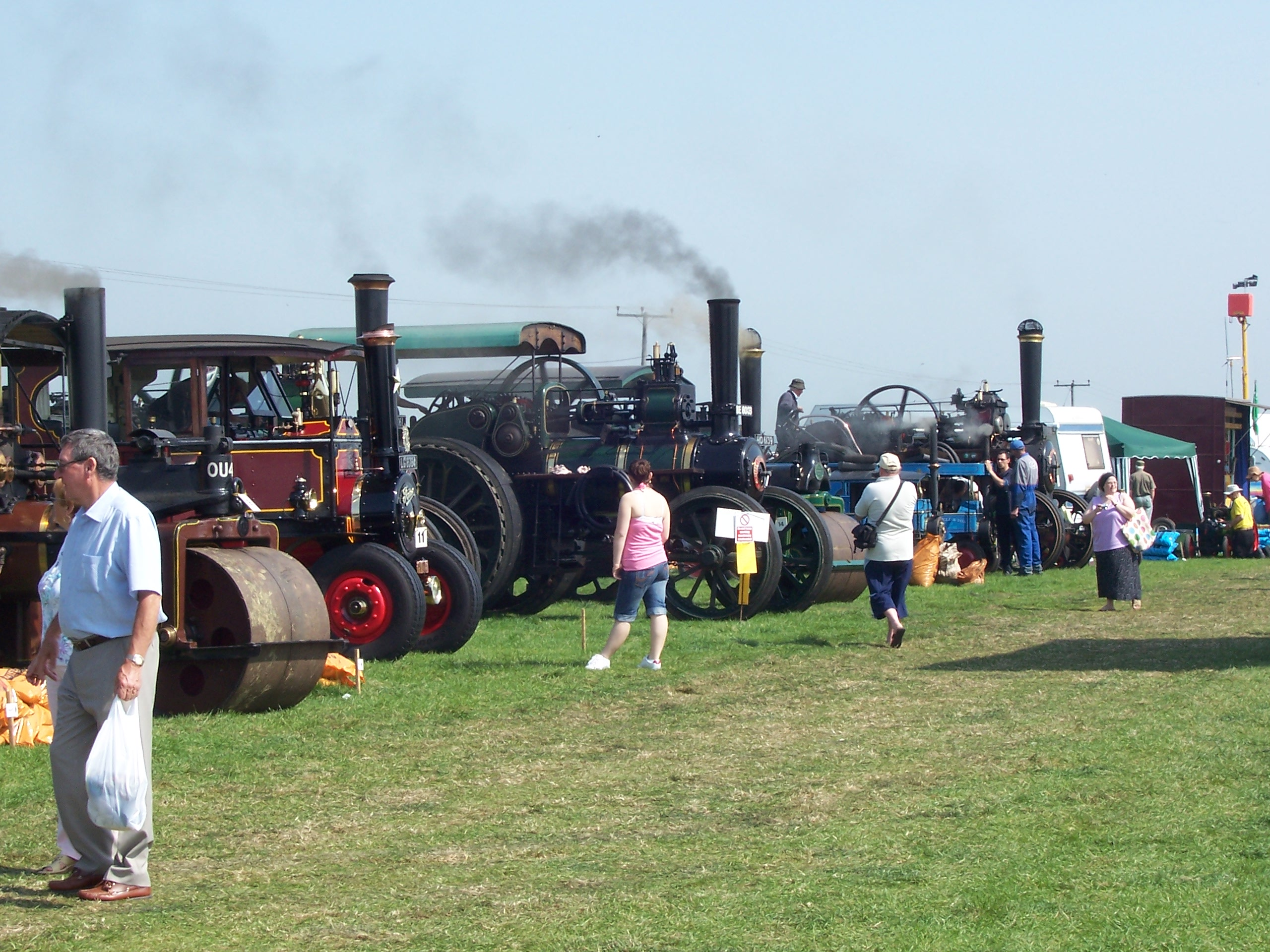
Aufstellung von Dampffahrzeugen auf der Stoke Goldington Steam Rally

Ein Dampffestival, kurz Dampffest, auch Dampftreffen oder Dampftag(e) genannt, ist eine Veranstaltung, bei der historische, dampfkraft-getriebene Fahrzeuge und Maschinen gezeigt werden. Meist handelt es sich bei den gezeigten Fahrzeugen um nicht-schienengebundene Landfahrzeuge; seltener sind auch Schienenfahrzeuge (Dampflokomotiven u. Ä.) und/oder Dampfschiffe vor Ort. Zur Abgrenzung von ähnlichen Veranstaltungen für Dampfeisenbahnen und -schiffe wird auch von Straßen-Dampffest, Dampf(loko)mobilfest oder Dampfmaschinenfest gesprochen.
Im Gegensatz zu Museen, die vergleichbare Fahrzeuge und Maschinen dauerhaft, jedoch normalerweise nur im Stillstand konserviert zeigen, sind diese auf Dampf-Festivals meist voll funktionstüchtig und werden auch in Betrieb vorgeführt.
Oft werden Dampftreffen mit Veteranentreffen für andere (nicht durch Dampf, sondern durch Verbrennungsmotoren angetriebene) „Oldtimer“, insbesondere „Bulldog“-Schlepper oder andere Nutzfahrzeuge kombiniert.
Popular sind Dampffestivals insbesondere in Großbritannien, dem Mutterland der Dampfmaschinen (dort englisch steam rally oder steam fair genannt), aber auch in den Niederlanden. Große Veranstaltungen dort werden von mehr als hunderttausend Menschen besucht. Die größten Veranstaltungen im deutschsprachigen Raum erreichen mehr als zehntausend Besucher.

## Ablauf und Inhalte
Auf Dampffestivals zeigen die Aussteller – in der Regel private Liebhaber, manchmal auch entsprechende Vereine – ihre „Dampfrösser“, dampfgetriebene historische Fahrzeuge und Maschinen:
- Dampftraktoren
- Dampfwalzen
- Dampfwagen
- Lokomobilen, oft in Kombination mit angetriebenen Maschinen und Geräten wie Dreschmaschinen, Sägen, Schmiedehämmern u. Ä.
- Pfluglokomotiven, manchmal mit Demonstration des Dampfpflügens
- fahr-/funktionstüchtige „Echtdampf“-Modelle von oben genannten Fahrzeugen und Maschinen (Maßstab üblicherweise 1:8 bis 1:2), darunter auch Garten- und Parkeisenbahnen
- sonstige historische, dampfgetriebene Fahrzeuge und Geräte (Karussells, Dampforgeln, …)

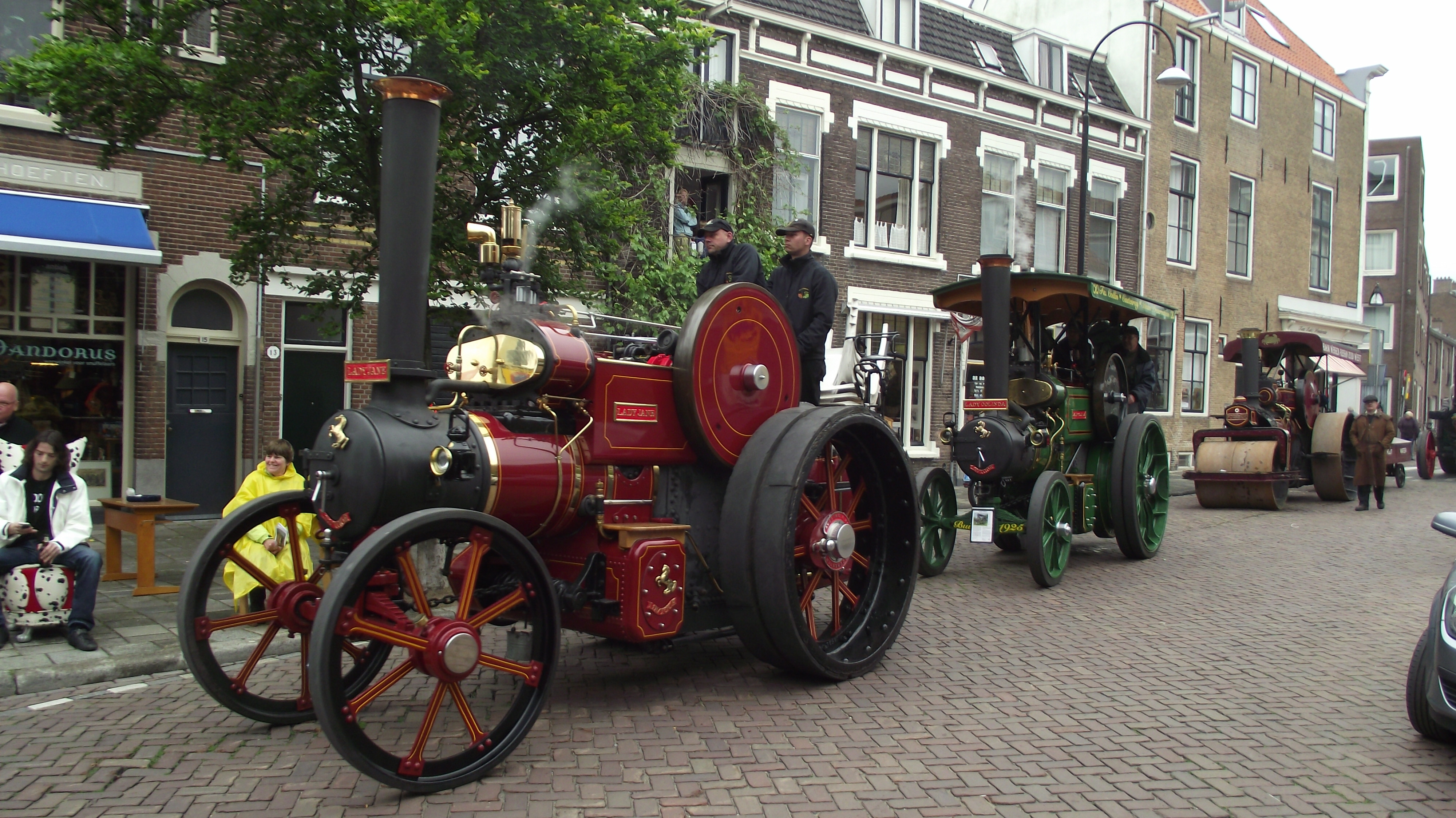
Parade von Dampffahrzeugen
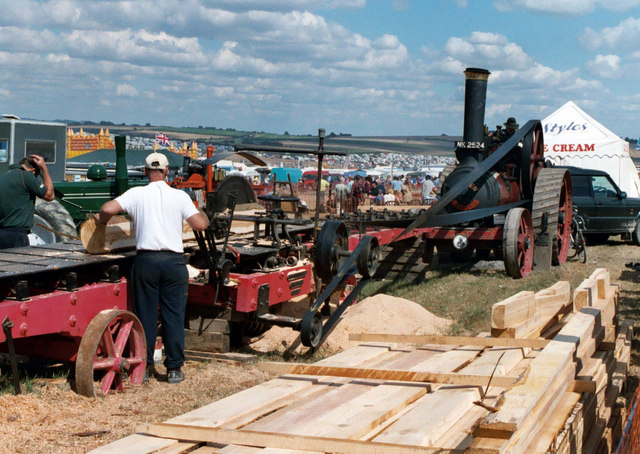
Vorführung einer Säge mit Lokomobile als Antrieb
Dampfpflug-Vorführung
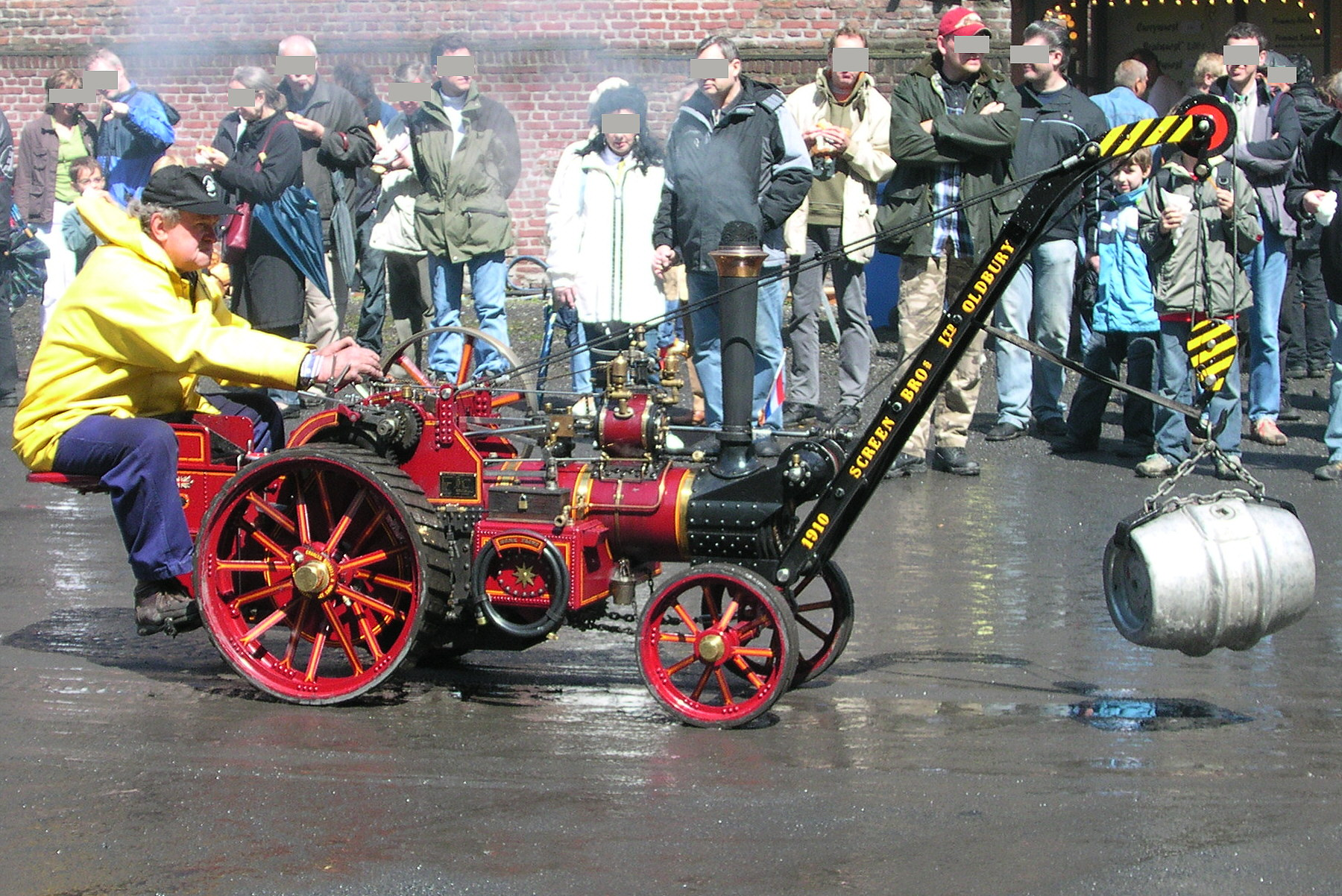
Modell-Dampftraktor mit Kran (Maßstab 1:3)

## Liste bekannter Dampffestivals
Die folgende Liste enthält – ohne Anspruch auf Vollständigkeit – einige überregional bekannte, regelmäßig stattfindende Dampffestivals:
| Land                   | Region                 | Ort, Veranstalter                                                                         | Name des Festivals                                                  | Termin                                     | seit Jahr | Bemerkungen |
| ---------------------- | ---------------------- | ----------------------------------------------------------------------------------------- | ------------------------------------------------------------------- | ------------------------------------------ | --------- | --- |
| Deutschland            | Baden-Württemberg      | Mannheim, im Landesmuseum für Technik und Arbeit TECHNOSEUM                               | MannheimDampf                                                       | jährlich (September)                       | 2006      | Schwerpunkt Echtdampf-Modelle |
| Deutschland            | Baden-Württemberg      | Kürnbach, im Museumsdorf Kürnbach                                                         | Kürnbacher Dampffest „Unter Volldampf!“                             | jährlich (Juni)                            | 1998      | |
| Deutschland            | Baden-Württemberg      | Seifertshofen, beim Schwäbischen Bauern- und Technikmuseum                                | Seifertshofener Lanz-Bulldog- & Dampffestival                       | jährlich (Anfang September)                | 1981      | |
| Deutschland            | Bayern                 | Geiselbach-Omersbach (Land- und Dampfmaschinenfreunde „Die Gusseisernen“ Kahlgrund e. V.) | Dampf- und Landmaschinenfest „Wir machen Dampf!“                    | jährlich (Juli)                            |           | |
| Deutschland            | Mecklenburg-Vorpommern | Alt Schwerin, im Agrarhistorischen Museum AGRONEUM                                        | Alt Schweriner Dampftreffen                                         | jährlich                                   | 2003      | |
| Deutschland            | Niedersachsen          | Braunschweig, im Landtechnik-Museum Gut Steinhof                                          | Dampf- und Schleppertreffen „Dampf – Modelle – Schlepper“           | jährlich (Mai/Juni)                        | 2004      | |
| Deutschland            | Niedersachsen          | Eystrup (Interessengemeinschaft Industriedenkmal Senffabrik Leman)                        | Dampfmaschinenfest                                                  | 2-jährig im Juli                           | 2013      | Immer letzte wochenende im Juli Dampfmaschinenfest jedes Jahr winterdampf letztes Wochenende im Januar |
| Deutschland            | Niedersachsen          | Immensen (Freunde historischer Fahrzeuge e. V.)                                           | Trecker- und Dampftreffen „Dreschefest“                             | jährlich (Mitte August)                    | 2004      | |
| Deutschland            | Niedersachsen          | Rosengarten-Ehestorf, Freilichtmuseum am Kiekeberg                                        | Dampf- und Traktorentreffen im Freilichtmuseum am Kiekeberg         | jährlich (September)                       | 1989      | jedes zweite Jahr Schwerpunkt Dampf |
| Deutschland            | Nordrhein-Westfalen    | Bochum, im LWL-Industriemuseum auf der Zeche Hannover                                     | Dampf-Festival im Ruhrgebiet                                        | 2-jährlich (ungerade Jahre) (Ende Mai)     | 1999      | größtes Dampf-Festival in Deutschland |
| Deutschland            | Nordrhein-Westfalen    | Lindlar, im Bergischen Freilichtmuseum                                                    | Dampf- und Treckertreffen „Volldampf voraus!“                       | jährlich (Juli)                            | 2003      | |
| Deutschland            | Sachsen-Anhalt         | Ummendorf (Börde), im Börde-Museum                                                        | Treffen historischer Fahrzeuge u. Landtechnik in der Burg Ummendorf | jährlich                                   | 1996      | |
| Deutschland            | Schleswig-Holstein     | Flensburger Hafen                                                                         | Dampf Rundum                                                        | 2-jährlich                                 | 1993      | Das nach Eigenangaben „größtem Dampferspektakel Europas“ das 2009 noch 350.000 Besucher zählte. Bis Anfang der 2010er Jahre waren Lokomotive, Dampfmaschine sowie Dampfschiffe im zu sehen. Heute auf Grund der Demontage der Flensburger Hafenbahn nur noch Dampfschiffe. |
| Deutschland            | Thüringen              | Bocka, Thüringen                                                                          | Bulldog-, Dampf- und Schleppertreffen                               | jährlich (August)                          | 1996      | |
| Deutschland            | Thüringen              | Meiningen, im Dampflokwerk Meiningen                                                      | Meininger Dampfloktage                                              | jährlich am ersten Wochenende im September | 1995      | Betriebsführungen, Lokomotivausstellung, Führerstandsmitfahrten und Modellbahnbörse |
| Vereinigtes Königreich | England                | Dorset                                                                                    | Great Dorset Steam Fair                                             | jährlich                                   | 1968      | Mehr als 200.000 Besucher. Größtes Dampffest der Welt nach Ausstellungsfläche und Anzahl der Fahrzeuge. |
| Vereinigtes Königreich | England                | Somerset                                                                                  | Somerset Steam Spectacular                                          | jährlich                                   | 1956      | |
| Vereinigtes Königreich | England                | Southwold, im Henham Park                                                                 | Grand Henham Steam Rally                                            | jährlich (Ende September)                  | 1974      | |
| Niederlande            | Zuid-Holland           | Dordrecht                                                                                 | Dordt in Stoom                                                      | 2-jährlich                                 | 1985      | Auch Dampfschiffe. Mit mehr als 250.000 Besuchern größtes Dampffest der Welt nach Besucheranzahl. |